# 贝洛克
贝洛克（法語：Bellocq，法語發音：[bɛlɔk]）是法国大西洋比利牛斯省的一个市镇，属于波城区。

## 地理
贝洛克（43°31'0"N, 0°54'57"W）面积12.65 平方千米，位于法国新阿基坦大区大西洋比利牛斯省，该省份为法国东南部省份，涵盖了贝阿恩与北巴斯克，西临大西洋比斯開灣，北至朗德省，东北接热尔省，东临上比利牛斯省，南与西班牙接壤。
与贝洛克接壤的市镇（或旧市镇、城区）包括：贝朗克斯、拉翁唐、皮约、拉穆、萨利斯德贝阿恩。

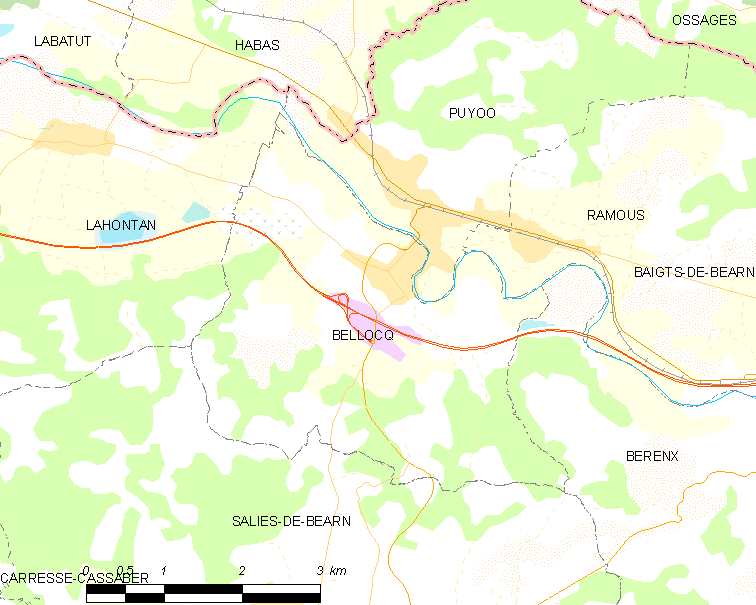
贝洛克的OSM定位图

贝洛克的时区为UTC+01:00、UTC+02:00（夏令时）。

## 行政
贝洛克的邮政编码为64270，INSEE市镇编码为64108。

## 政治
贝洛克所属的省级选区为奥尔泰兹-激流与盐之地县。

## 人口

1962-2008年间贝洛克人口变化图示

贝洛克于2022年1月1日时的人口数量为911人。